# 茂昌站
茂昌站（韓語：무창역）是朝鮮民主主義人民共和國两江道金亨稷郡茂昌里的一個鐵路車站，属于北部内陆线。

## 历史
- 1988年8月3日，落成使用。

## 邻近车站
北部内陆线
葡坪青年站 - 茂昌站 - 罗竹站